# William Beckett-Denison
William Beckett-Denison (10 septembre 1826-23 novembre 1890) est un banquier anglais et homme politique du Parti conservateur qui siège à la Chambre des communes pendant deux périodes entre 1876 et 1890. Il est mort en tombant sous un train.

## Jeunesse
Né William Beckett le 10 septembre 1826, il est le troisième et deuxième fils survivant de Sir Edmund Beckett (4e baronnet), de Grimthorpe, Yorkshire, et de son épouse Maria Beverley, fille de William Beverley de Beverley .
Il fait ses études à la Rugby School et au Trinity College de Cambridge .

## Carrière
En 1847, à vingt et un ans, il rejoint la société bancaire de son père Beckett & Co. Il devient plus tard associé et, en 1874, chef de la société à Leeds, Doncaster et Retford. À la retraite de Leslie Melville, il est chef de l'Association des banquiers du comté anglais ainsi que de la East Riding Bank à Beverley et Malton. Il est capitaine dans la cavalerie Yorkshire Hussar Yeomanry, juge de paix et lieutenant adjoint pour le West Riding of Yorkshire .
En 1876, Beckett est élu député conservateur pour East Retford mais perd le siège en 1880 . Aux élections générales de 1885, il est élu député de Bassetlaw et occupe le siège jusqu'à sa mort en 1890 ,.

## Vie privée
Beckett épouse l'hon. Helen Duncombe, troisième fille de William Duncombe (2e baron Feversham) et Lady Louisa Stewart (fille de George Stewart (8e comte de Galloway)), en 1855 . Ils vivent à Meanwood Park à Leeds et à Nun Appleton, Yorkshire, et sont les parents d'au moins sept enfants, dont:
- Ernest Beckett (2e baron Grimthorpe) (1856–1917) [6]
- Helen Louisa Beckett-Denison (1858–1935), qui ne s'est pas mariée
- Adeline Gertrude Beckett-Denison (1859-1902), qui épouse Sir Frederick Milner (en), 7e baronnet
- Violet Katharine Beckett-Denison (1860–1883), qui épouse Reginald Walkeline Chandos-Pole, petit-fils de Leicester Stanhope (5e comte de Harrington)
- Maud Augusta Beckett-Denison (1864–1927), qui épouse Henry Nevill (3e marquis d'Abergavenny)
- William Gervase Beckett (1866–1937), qui devient Sir Gervase Beckett, 1er baronnet de Kirkdale Manor
- L'hon. Rupert Evelyn Beckett (1870–1955), qui épouse Muriel Helen Florence Paget, petite-fille de Henry Paget (2e marquis d'Anglesey)

Beckett est décédé à l'âge de 64 ans lorsqu'il est tombé sous un train à Wimborne. Il était arrivé à la gare de Wimborne pour changer de train pour Bournemouth, et en attendant, il est allé se promener. Il marchait à côté de la piste sur le chemin du retour à la gare lorsqu'un vent violent a arraché son chapeau et il est tombé presque immédiatement sous le train. Son corps a été coupé en morceaux .
Après sa mort, une Mme Gertrude Beatrice Brinkworth a allégué qu'elle était sa maîtresse et la mère de ses enfants adoptifs et a poursuivi ses exécuteurs testamentaires. Une partie de l'argent a été versée, mais l'affaire a été portée devant le tribunal et le jury a déclaré que l'affaire de Mme Brinkworth était une "escroquerie'' et a rejeté ses allégations avant même que les preuves dans l'affaire ne soient complètes .